# Santo Amaro (kommun)
Santo Amaro är en kommun i Brasilien.   Den ligger i delstaten Bahia, i den östra delen av landet, 1 000 km öster om huvudstaden Brasília. Antalet invånare är 57 811.
Följande samhällen finns i Santo Amaro:
- Santo Amaro

Omgivningarna runt Santo Amaro är huvudsakligen savann. Runt Santo Amaro är det ganska tätbefolkat, med 65 invånare per kvadratkilometer.